# Parafia Świętej Trójcy w Suliszewie
Parafia pw. Świętej Trójcy w Suliszewie – parafia rzymskokatolicka, należąca do dekanatu Drawno, archidiecezji szczecińsko-kamieńskiej, metropolii szczecińsko-kamieńskiej. W parafii posługują księża diecezjalni. Według stanu na wrzesień 2018 proboszczem parafii był ks. Stefan Marcyniuk. 

## Miejsca święte

### Kościół parafialny
Kościół pw. Świętej Trójcy w Suliszewie

### Kościoły filialne i kaplice
- Kościół pw. Bożego Ciała w Pamięcinie[1]
- Kościół pw. św. Antoniego z Padwy w Rzecku[1]
- Kościół pw. Narodzenia Najświętszej Maryi Panny w Żeliszewie[1]